# Villiper Bach
Der Villiper Bach ist ein rechter Zufluss des Katzenlochbachs in Bonn, Stadtbezirk Bonn. Seine Gesamtlänge beträgt 3,53 Kilometer, sein Einzugsbereich umfasst 10,7 Quadratkilometer. In der Gewässerstationierungskarte des LANUV ist er als Oberlauf des Endenicher Bachs verzeichnet.

## Verlauf
Der Bach ist auf seiner ganzen Fließstrecke ein natürlicher, langsam fließender, mäandrierender Waldbach.